# Catherine Dorion
Catherine Dorion (nascuda el 1982 al Quebec) és una política canadenca qui va ser escollida a l'Assemblea Nacional del Quebec l'any 2018, tot representant el districte electoral de Taschereau com a membre del partit Québec solidaire (QS). La seva àvia va ser Noel Dorion, membre del parlament pel Progressive Conservative Party of Canada. Catherine Dorion es va graduar al Conservatori de Música i Art Dramàtic del Quebec. També va estudiar un grau en Relacions i llei internacional a la Universitat del Quebec a Mont-real el 2009 i un magister en ciència política al King's College de Londres el 2010.